# Завадовка (Киевская область)
Зава́довка (укр. Завадівка) — село, входит в Володарский район Киевской области Украины.
Население по переписи 2001 года составляло 883 человек. Почтовый индекс — 09350. Телефонный код — .

## Местный совет
09350, Киевская обл., Володарский р-н, с. Завадовка, Пионерская ул., 30.

## Персоналии
В селе родился Чередниченко, Василий Панкратович.